# Peyre
Peyre – miejscowość i gmina we Francji, w regionie Nowa Akwitania, w departamencie Landy.
Według danych na rok 1990 gminę zamieszkiwało 216 osób, a gęstość zaludnienia wynosiła 21 osób/km² (wśród 2290 gmin Akwitanii Peyre plasuje się na 961. miejscu pod względem liczby ludności, natomiast pod względem powierzchni na miejscu 1043.).